# Abdullah Khan
 (octobre 2015).
Si vous disposez d'ouvrages ou d'articles de référence ou si vous connaissez des sites web de qualité traitant du thème abordé ici, merci de compléter l'article en donnant les références utiles à sa vérifiabilité et en les liant à la section « Notes et références ».
Abdullah Khan ou Abdullah ibn Iskandar II (nom complet : Abul Ghazi Abdullah ibn Iskandar) (1533 - 1598 à Samarkand) fut khan de la dynastie turco-mongole des Chaybanides d'Ouzbékistan de 1583 à 1598.

## Biographie
Abdullah Khan laissa l'empereur Moghol Akbar intervenir en Afghanistan en échange de la non-intervention moghol dans le conflit qui opposa les Ouzbeks aux Séfévides.
Après avoir chassé les nomades de ses États, il porta à son apogée la puissance des Ouzbeks, s’emparant de Boukhara, dont il fit sa capitale, de Tachkent, de Samarkand.
Profitant des divisions intérieures de la Perse, il lui enleva Balkh et Hérat.
Grand administrateur, fondateur de collèges, d’hôpitaux et de mosquées, de médersas (Médersa Modarikhon) il fut le plus grand des Chaïbanides, dynastie qui disparut avec lui.